# XV Первородный легион
XV Первородный легион (лат. Legio XV Primigenia) — римский легион, сформированный Калигулой в 39 году. Участвовал в ряде походов за Рейн. Был разгромлен во время батавского восстания в 70 году. Эмблема легиона неизвестна.

## История легиона

### Эпоха династии Юлиев-Клавдиев
XV Первородный легион был основан императором Калигулой в 39 году в связи с необходимостью в дополнительных силах для кампании в Германии. Его прозвище можно толковать двояко. С одной стороны, легион, по всей видимости, был назван в честь любимой богини Калигулы Фортуны, которую называли Первородной. С другой, прозвище легиона указывает на то, что он был только что созданным. Однако прозвище XV легиона практически нигде не упоминается. Оно отсутствует в надписях и лишь изредка используется такими авторами, как Тацит и Плутарх. Пятнадцатый номер, как предполагает Йона Лендеринг, был дан ему по той причине, что легион должен был делить свой лагерь с XIV Парным легионом.
По другой версии, легион был создан в правление императора Клавдия в качестве замены рейнским легионам, которые были отправлены на завоевание Британии, а прозвище указывает на его создание путём раздвоения XV Аполлонова легиона.
Осенью 39 года XV Первородный легион и создавшийся вместе с ним XXII Первородный перешли через Альпы и направились в Верхнюю Германию, где соединились со стоявшими там гарнизоном IV Македонским, XIV Парным и XVI Галльским легионами. На Среднем Рейне, в районе Висбадена, XV легион прошел боевое крещение в боях с германским племенем хаттов. По данным античных источников, кампании Калигулы на восточном берегу Рейна не были по-настоящему важными, но археологические находки показывают, что это не так. Очевидно, бои с германцами шли с потерями со стороны римлян.
Например, один из новобранцев, Луций Варий Саккон из Медиолана, скончался в Могонциаке в возрасте двадцати пяти лет после одного года службы, что почти наверняка указывает на его гибель в бою.
Позже XV Первородный легион дислоцировался вместе с XIV Парным в Могонциаке в Верхней Германии. Надгробие одного из легионеров дает возможность предположить, что один кавалерийский отряд легиона временно базировался в Борбетомаге.
В 43 году император Клавдий, который сменил Калигулу в 41 году, вторгся в Британию, взяв некоторые легионы в поход. В связи с этим XXI Стремительный легион в Кастре Ветере в Нижней Германии был заменён на XV Первородный.
В Кастре Ветере XV Первородный легион делил свой лагерь с V легионом Жаворонков. Археологические находки позволяют установить, что XV легион занял левую часть крепости, а V легион — правую, которая считалась более почетной. В это время, в связи с расширением Ветеры и появлением первых каменных зданий, солдатами XV Первородного легиона к северо-западу от лагеря был возведён кирпичный завод.
XV Первородный легион и V Жаворонков были главной частью экспедиционного корпуса, участвовавшего в кампании против фризов и хавков во главе с римским полководцем Гнеем Домицием Корбулоном в 47 году. Поход завершился успешно, но тем не менее император Клавдий приказал римлянам оставаться на рейнской границе. Во время пребывания Корбулона в Германии солдаты построили укрепления вдоль Рейна и прорыли канал между реками Рейн и Маас. Он связал Ворбург, столицу кананефатов, с Матилоном. Этот канал по-прежнему существует и известен как канал Корбулона.

### Год четырёх императоров
В 67 году XV Первородный легион участвовал в подавлении восстания наместника Лугдунской Галлии Гая Юлия Виндекса. После смерти Нерона легион признал новым императором Гальбу. Однако вскоре нижнегерманская армия провозгласила императором наместника Вителлия. Под командованием Фабия Валента германская армия отправилась в Италию и в декабре 68 года перешла Альпы. Сразу же в столице возникла паника, сенатор Отон был объявлен императором, а Гальба убит. По рассказам, последний удар умирающему государю нанёс солдат XV Первородного легиона по имени Камурий.
Теперь началась гражданская война была между Вителлием и Отоном, в которой первый одержал верх. Но через некоторое время Вителлий был разгромлен у Бедриака и Кремоны и свергнут Веспасианом. Подразделения XV Первородного принимали участие в обоих конфликтах.

### Батавское восстание
В то же время, оставшиеся в Нижней Германии части XV Первородного легиона были вовлечены в Батавское восстание. Тогда по приказу Вителлия начался набор батавов для предстоящего столкновения с Веспасианом. Но некий Гай Юлий Цивилис, мечтая поднять бунт против римлян, решил для начала принять сторону Веспасиана в гражданской войне и восстал против Вителлия. В ответ сторонник Вителлия легат XV Первородного легиона Муний Луперк вместе с V легионом Жаворонков начал против батавов карательную операцию, которая закончилась катастрофой, потому что во время боя неподалёку от Новиомага обратились в бегство их вспомогательные подразделения. Осенью 69 года остаткам корпуса удалось скрыться в Кастре Ветере, где они оказались в осаде.
В связи с этим легат XXII Первородного легиона Гай Диллий Вокула выступил из Могонциака, объединился в Новезии c XVI Галльским легионом, но не решился продолжить путь дальше и разбил лагерь у Гельдубы. После того, как запасы провианта были истощены в марте 70 года, осажденные легионы капитулировали. Солдатам было позволено свободно покинуть крепость. Но тем не менее, в пяти милях к югу от Ветеры они попали в засаду и были перебиты германцами. Немногим удалось спастись в Ветере, где они погибли в огне после того, как мятежники подожгли крепость. После этого, по всей видимости, XV Первородный легион был расформирован.